# Dương Quang Thành
Dương Quang Thành (sinh ngày 15 tháng 7 năm 1962) là một doanh nhân và chính trị gia người Việt Nam. Ông từng là Ủy viên Ban chấp hành Đảng bộ Khối Doanh nghiệp Trung ương (nhiệm kỳ 2015 - 2020); Bí thư Đảng ủy, Chủ tịch Hội đồng thành viên Tập đoàn Điện lực Việt Nam.
Ông còn là đại biểu quốc hội Việt Nam khóa XIV nhiệm kì 2016 - 2021, thuộc Đoàn Đại biểu Quốc hội thành phố Hà Nội, Ủy viên Ủy ban Khoa học, Công nghệ và Môi trường của Quốc hội Việt Nam. Ông đã trúng cử đại biểu quốc hội lần đầu năm 2016 ở đơn vị bầu cử số 7 (gồm Quốc Oai, Chương Mỹ, Thanh Oai), thành phố Hà Nội với tỉ lệ 59,27% số phiếu hợp lệ.

## Xuất thân
Ông Dương Quang Thành sinh ngày 15 tháng 7 năm 1962 quê quán ở xã Tân Ninh, huyện Quảng Ninh, Quảng Bình.
Ông hiện cư trú ở Phòng 1002, đơn nguyên 3, 15 - 17 phường Ngọc Khánh, quận Ba Đình, thành phố Hà Nội.

## Giáo dục
- Giáo dục phổ thông: 10/10
- Kỹ sư Kinh tế - Đại học Bách Khoa Hà Nội
- Tốt nghiệp Thạc sĩ Học viện Công nghệ châu Á (AIT - Thái Lan) năm 1995[3]
- Hoàn thành chương trình Tiến sĩ Kinh tế tại Trường Đại học Bách khoa năm 2002[3]
- Cao cấp lí luận chính trị

## Sự nghiệp
Ngày 28 tháng 11 năm 1990, ông Dương Quang Thành gia nhập Đảng Cộng sản Việt Nam.
Tính đến tháng 10 năm 2020, ông Dương Quang Thành công tác trong ngành Điện hơn 30 năm, công tác ở Tập đoàn Điện lực Việt Nam (EVN) hơn 20 năm.
Từ tháng 3 năm 2007, ông Dương Quang Thành giữ chức vụ Phó Tổng giám đốc Tập đoàn Điện lực Việt Nam (EVN) phụ trách việc xây dựng nhà máy điện hạt nhân, thị trường điện, nguồn điện, lưới điện nhất là việc cung cấp điện cho miền Nam Việt Nam.
Từ ngày 25 tháng 3 năm 2015, ông Dương Quang Thành được Thủ tướng Nguyễn Tấn Dũng bổ nhiệm giữ chức vụ Chủ tịch Hội đồng thành viên Tập đoàn Điện lực Việt Nam (theo Quyết định 386/QĐ-TTg) thay ông Hoàng Quốc Vượng được điều động làm Thứ trưởng Bộ Công thương Việt Nam vào cuối tháng 1 năm 2015. Điều này khá bất ngờ vì trước đó Dương Quang Thành không nằm trong Hội đồng thành viên Tập đoàn Điện lực Việt Nam.
Ngày 14 và ngày 15 tháng 10 năm 2015, Dương Quang Thành, Bí thư Đảng ủy Đảng bộ Tập đoàn Điện lực Việt Nam (EVN), Chủ tịch Hội đồng thành viên Tập đoàn Điện lực Việt Nam (EVN) làm Trưởng đoàn gồm 10 đại biểu tham dự Đại hội lần thứ II Đảng bộ Khối doanh nghiệp Trung ương nhiệm kỳ 2015 - 2020. Dương Quang Thành được bầu làm Ủy viên Ban Chấp hành Đảng bộ Khối Doanh nghiệp Trung ương nhiệm kỳ 2015 - 2020.
Năm 2016, Dương Quang Thành còn là Ủy viên Ban chấp hành Phòng thương mại và Công nghiệp Việt Nam.
Dương Quang Thành hiện là Bí thư Đảng ủy, Chủ tịch Hội đồng thành viên Tập đoàn Điện lực Việt Nam, Ủy viên Ủy ban Khoa học, Công nghệ và Môi trường của Quốc hội Việt Nam khóa 14.
Theo quyết định của Thủ tướng Chính phủ, Chủ tịch hội đồng thành viên Tập đoàn Điện lực Việt Nam (EVN) Dương Quang Thành nghỉ hưu từ ngày 1-5-2023.

### Đại biểu Quốc hội Việt Nam nhiệm kì 2016-2021
Ông Dương Quang Thành là đại biểu Quốc hội khóa XIV thuộc đoàn Hà Nội (nhiệm kỳ 2016 - 2021). 

## Gia đình
Con trai: Dương Thái Anh (SN 1998) là ủy viên trẻ nhất trong số 144 ủy viên Ban Chấp hành Trung ương Đoàn khóa XII .

## Khen thưởng
- Huân chương Lao động hạng Nhì năm 2013[3]
- Huân chương Lao động hạng Ba năm 2004[3]
- Chiến sĩ Thi đua toàn quốc năm 2005[3]